# Federação Bahiana de Futebol
De Federação Bahiana de Futebol (Nederlands: Voetbalfederatie van Bahia) werd opgericht op 14 september 1913 en controleert alle officiële voetbalcompetities in de staat Bahia. De federatie vertegenwoordigt de voetbalclubs bij de overkoepelende CBF en organiseert de Campeonato Baiano, de Campeonato Baiano Intermunicipal en de Copa Governador do Estado da Bahia.
Acre · Alagoas · Amapá · Amazonas · Bahia · Ceará · Espírito Santo · Federaal District · Goiás · Maranhão · Mato Grosso · Mato Grosso do Sul · Minas Gerais · Pará · Paraíba · Paraná · Pernambuco · Piauí · Rio de Janeiro · Rio Grande do Norte · Rio Grande do Sul · Rondônia · Roraima · Santa Catarina · São Paulo · Sergipe · Tocantins